# Kościół św. Marka Ewangelisty w Polanowicach
Kościół świętego Marka Ewangelisty w Polanowicach – rzymskokatolicki kościół parafialny należący do parafii pod tym samym wezwaniem (dekanat kruszwicki archidiecezji gnieźnieńskiej).
Obecna, późnoklasycystyczna ceglana świątynia została wzniesiona w latach 1838-1841, natomiast konsekrowana została przez arcybiskupa Marcina Dunina w 1841 roku. Przez wiele lat kościół nie posiadał wieży i dopiero, podczas urzędowania proboszcza księdza Leona Fischbocka świątynia została wyremontowana i została dobudowana wieża (1910 rok). Trzynawowe wnętrze kościoła jest ozdobione trzema ołtarzami: głównym świętego Marka i dwoma bocznymi – świętego Klemensa i Najświętszej Maryi Panny oraz organami.